# Леунино (Никольский район)
Леунино — деревня в Никольском районе Вологодской области.
Входит в состав Аргуновского сельского поселения, с точки зрения административно-территориального деления — в Аргуновский сельсовет.
Расстояние по автодороге до районного центра Никольска — 45 км, до центра муниципального образования Аргуново — 4 км. Ближайшие населённые пункты — Софроново, Никольское, Скоморошье.
По переписи 2002 года население — 19 человек.